# Yemen en los Juegos Paralímpicos de Tokio 2020
Yemen estuvo representado en los Juegos Paralímpicos de Tokio 2020 por dos deportistas, un hombre y una mujer. El equipo paralímpico yemení no obtuvo ninguna medalla en estos Juegos.